# Mary Star of the Sea
Mary Star of the Sea es el único álbum de la banda estadounidense de rock alternativo Zwan, fue lanzado el 28 de enero de 2003. "Honestly" y "Lyric" fueron lanzados como singles. El álbum lleva el nombre tanto de la Santísima Virgen María, de quien Billy Corgan reclamó para encontrar consuelo y guía, y para la Iglesia Católica en Key West, Florida, donde pasó un tiempo durante los primeros ensayos de Zwan. Corgan anunció la disolución de la banda de siete meses después del lanzamiento del álbum, que más tarde se atribuyó a conflictos internos.
Los sencillos de la banda fueron: "Settle Down", "Honestly", "Of a Broken Heart", "Endless Summer" y "Jesus I/Mary Star of the Sea".

## Lista de canciones
Todas las canciones fueron escritas por Billy Corgan, excepto Settle Down con Paz Lenchantin
1. "Lyric" – 3:17
2. "Settle Down" – 5:25
3. "Declarations of Faith" – 4:17
4. "Honestly" – 3:45
5. "El Sol" – 3:38
6. "Of a Broken Heart" – 3:54
7. "Ride a Black Swan" – 4:53
8. "Heartsong" – 3:08
9. "Endless Summer" – 4:22
10. "Baby Let's Rock!" – 3:41
11. "Yeah!" – 3:06
12. "Desire" – 4:14
13. "Jesus, I/Mary Star of the Sea" (Traditional/Zwan) – 14:04
14. "Come with Me" – 4:01

## Miembros de la banda
- Guitarra y Voz principal: Billy Corgan como "Billy Burke"
- Bajo y Voz: Paz Lenchantin
- Batería: Jimmy Chamberlin
- Segunda Guitarra y Voz: Matt Sweeney
- Tercera Guitarra: David Pajo

Colaboraciones:
- Chelo: Ana Lenchantin en "Of a Broken Heart".

## Producción
- Bjorn Thorsrud – Productor y mezclas adicionales.
- Alan Moulder – Mezclas
- Ron Lowe – Técnico
- Manny A. Sánchez – Técnico
- Mathieu LeJeune – Técnico
- Greg Norman – Técnico
- Rob Bochnik – Técnico
- Azuolas Sinkevicius – Asistente Técnico
- Lionel Darenne – Asistente Técnico
- Mark Twitchell – Segundo Asistente Técnico
- Jarod Kluemper – Segundo Asistente Técnico
- Russ Arbuthnot – Segundo Asistente Técnico
- Tim Harrington – Refuerzo de Sonidos de Guitarra
- Linda Strawberry – Asistente de Bjorn Thorsrud
- Howie Weinberg – Masterización
- Roger Lian – Edición Digital
- Geoff McFetridge – Diseño

## Edición en DVD
Una edición de lujo del álbum también fue lanzado, que incluyó un bono DVD titulado "For Your Love" de 40 minutos. Contiene entrevistas, actuaciones de estudio, material de archivo y misceláneos, algunos de los cuales proviene de la película/álbum Djali Zwan. Las canciones que aparecen en el DVD son "My Life and Times", "Rivers We Can't Cross", "Mary Star of the Sea", "Love Lies in Ruin", "For Your Love", "Down, Down, Down", "A New Poetry", "W.P.", "Jesus, I", "God's Gonna Set This World on Fire", "To Love You", "Consumed", una versión diferente de "My Life and Times", "Danger Boy", y "Spilled Milk", pero no son los videoclips de las canciones.
- Personal de DVD 'For Your Love'

- Lester Cohn – Director
- Greg Sylvester – Cámara
- Damon Ranger – Cámara
- Lester Cohn – Cámara
- Brian Churchwell – Cámara
- Tony Mysliwiec – Edición de Audio
- David May – Productor del DVD
- Penny Marciano – Directora de la Producción del DVD
- Raena Winscott – Coordinadora Gráfica del DVD
- Davi Russo – Diseñador Gráfico del DVD
- Jim Atkins – Autoridad

- Datos: Q2713415